# ダグラス DC-6
ダグラス DC-6
日本航空のDC-6B
（JA6202 「City of Kyoto」号）
- 用途：旅客機、輸送機
- 分類：レシプロ大型機
- 製造者：ダグラス（後にボーイング社と合併)
- 運用者：日本航空、パンアメリカン航空など
- 初飛行：1947年
- 生産数：700機
- 運用状況：一部現役

ダグラス DC-6（Douglas DC-6）は、 アメリカ合衆国のダグラス社が開発した大型レシプロ旅客機。1947年初飛行。
先行のDC-4をベースに客室の与圧化や新型エンジン搭載などの改良を行った機体で、レシプロ旅客機の傑作として名高い。

## 概要

### 開発

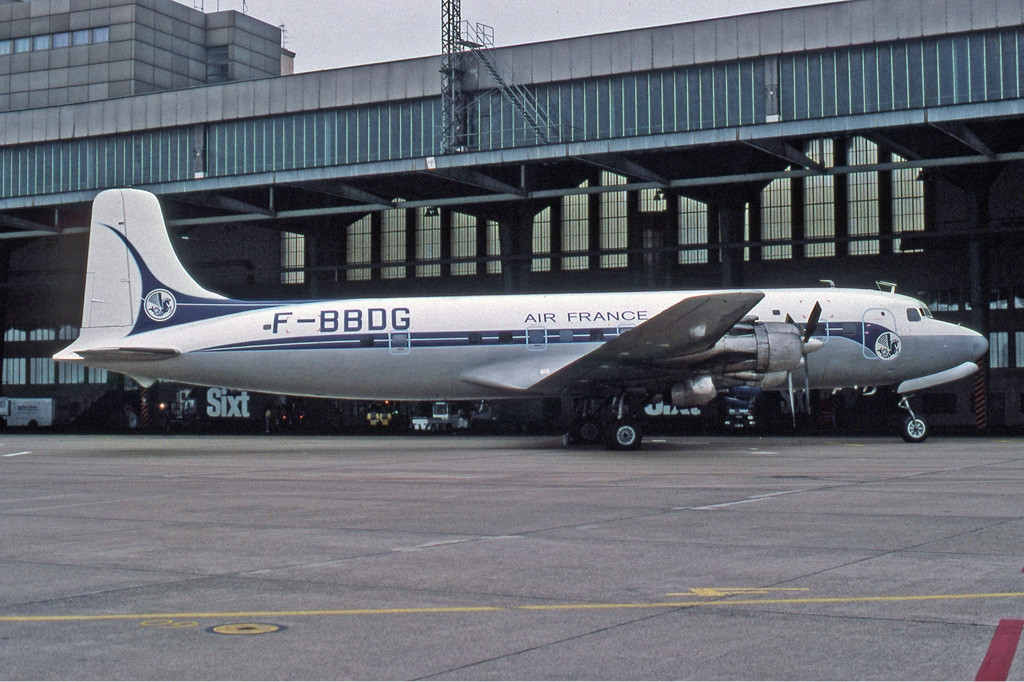
エールフランスのDC-6A

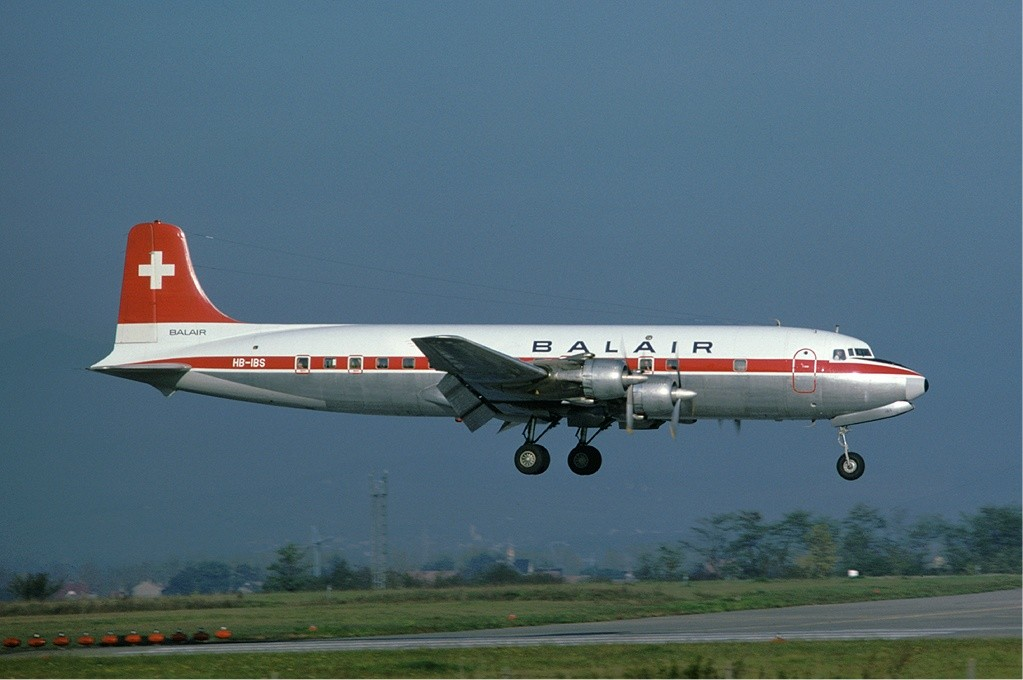
バルエアのDC-6B

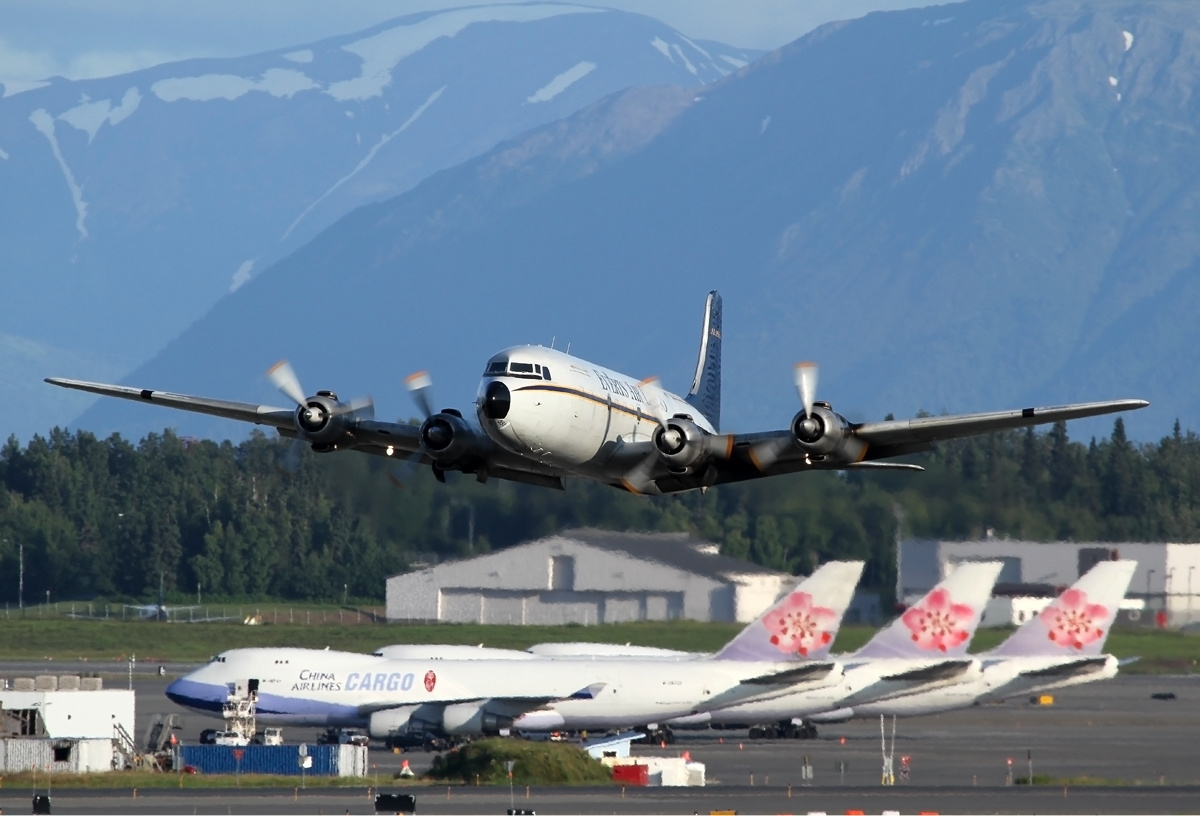
エバーツエアカーゴのDC-6A（2012年）

1930年代以降、DC-3やDC-4Bなど数々のレシプロ旅客機を開発・製造し、1940年代当時、アメリカを始めとする世界の旅客機市場で最大のシェアを誇っていたダグラス社が、1944年にアメリカ軍が使用していたC-54（DC-4Bの軍用型）の発展型XC-112として開発を開始し、第二次世界大戦後の1946年に初飛行した。
機体を大幅に延長した他、ライバルのロッキード コンステレーション機に対抗して客室を与圧し快適性を増した上、レーダーを装備するなど安全性も向上した。
また、燃費効率がいい新型エンジン「ダブルワスプ」を使用したことにより、北大西洋の無着陸横断飛行が可能な航続距離を兼ね備えている。

### ベストセラー
1947年に初号機が就航した後は、第二次世界大戦後の航空業界の復興を受け順調に発注数を伸ばし、後継機のDC-7の生産開始後も生産が続けられ、事実上の後継機となるジェット機であるDC-8の生産が始まる直前の1959年に生産を中止するまでに、計700機が製造され、レシプロ旅客機として最後のベストセラー機となった。
なお、その多くが太平洋や大西洋横断路線、アメリカ大陸横断路線などの長距離かつ需要の大きい路線にロッキード コンステレーションなどともに投入され、その結果、1950年代に至るまで「クイーン・メリー」や「ユナイテッド・ステーツ」などの豪華客船が大きなシェアを占めていた大西洋横断航路や、同じく客船が大きなシェアを占めていた太平洋横断航路は衰退に追い込まれた。
1950年代後半にDC-8やボーイング707などの長距離用ジェット旅客機が就航した後も多くの航空会社で使用され、中長距離路線のジェット化が完了した1960年代中盤までパンアメリカン航空や日本航空、ユナイテッド航空などの大手航空会社で国内線や貨物機として使用されていたほか、1970年代中盤まで、一部の大手航空会社の子会社やチャーター専用会社で旅客機として使用されていた。

### 現在
経年化とそれに伴う整備費用の増加、より高速なジェット機やターボプロップ機の中古機の増加を受けて、1980年代にはその多くが姿を消したものの、初飛行後70年以上経過した現在も、数十機がアメリカや中南米の航空会社で使用されているが、その多くは貨物機や消防機に改修され、第一線からは退いている。

## バリエーション

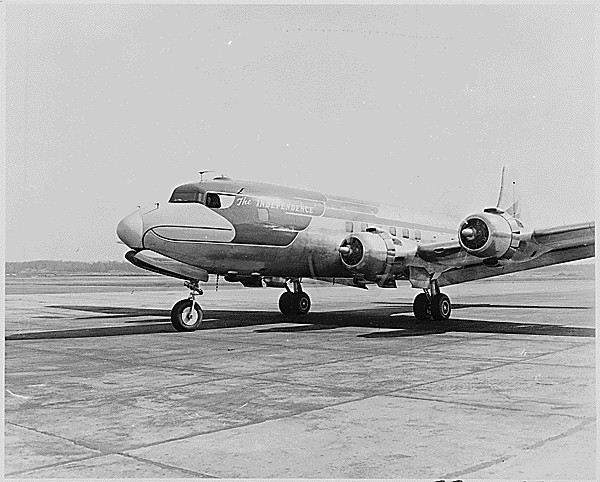
VC-118「インディペンデンス」

基本型であるDC-6がまず生産され、その後、胴体を延長し、エンジンを強力型にした民間用貨物型のDC-6A、旅客型DC-6Bに貨客両用型のDC-6Cが開発された。また、アメリカ空軍向けのC-118 リフトマスター(Liftmaster)と、アメリカ海軍向けのR6Dが製作された。

### 「エアフォースワン」
C-118のアメリカ大統領専用機バージョンのVC-118がハリー・S・トルーマン大統領の専用機として、VC-118Aがジョン・F・ケネディ大統領とリンドン・B・ジョンソン大統領の専用機として使用された。
VC-118Aはボーイング707の大統領専用機バージョンのVC-137Cが導入された後も、ジェット機の離着陸が困難な地方空港を利用する際の専用機として1967年8月まで使用された。なお、トルーマン大統領専用機のVC-118は、1947年7月4日（アメリカ独立記念日）に納入されたため「インディペンデンス」（英語で「独立」の意味）の愛称で呼ばれていた。

## スペック
※航空会社の仕様により多少の違いがある
- 最高速度:644km/h

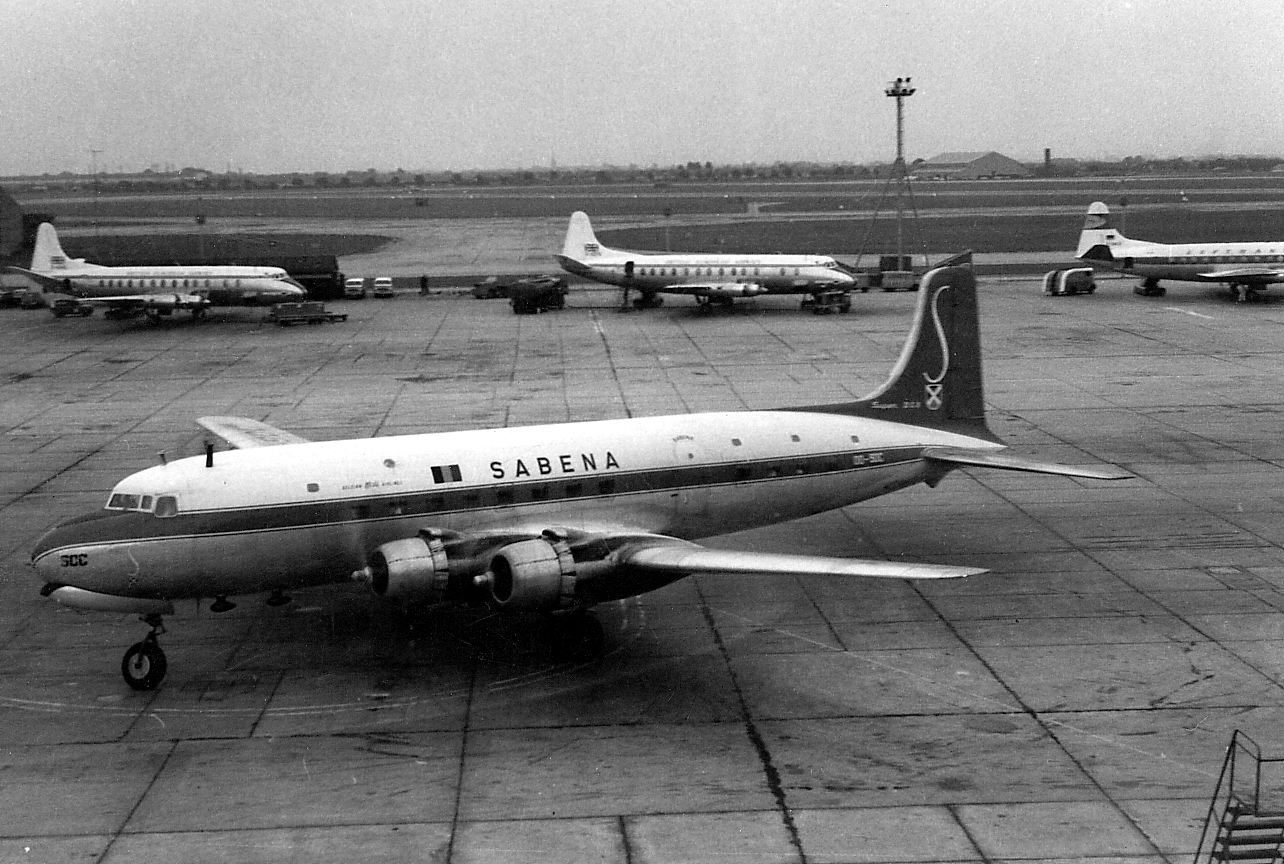
サベナ・ベルギー航空のDC-6B

- 座席数:36席（国際線用）から102席（国内線用）
- 航続距離:約5,000 km
- 全長:30.66～32.18 m
- 全幅:35.81 m
- 全高:8.66 m
- エンジン プラット&ホイットニーR-2800「ダブルワスプ」×4基

- 生産数:約700機

## 主なユーザー

### 航空会社

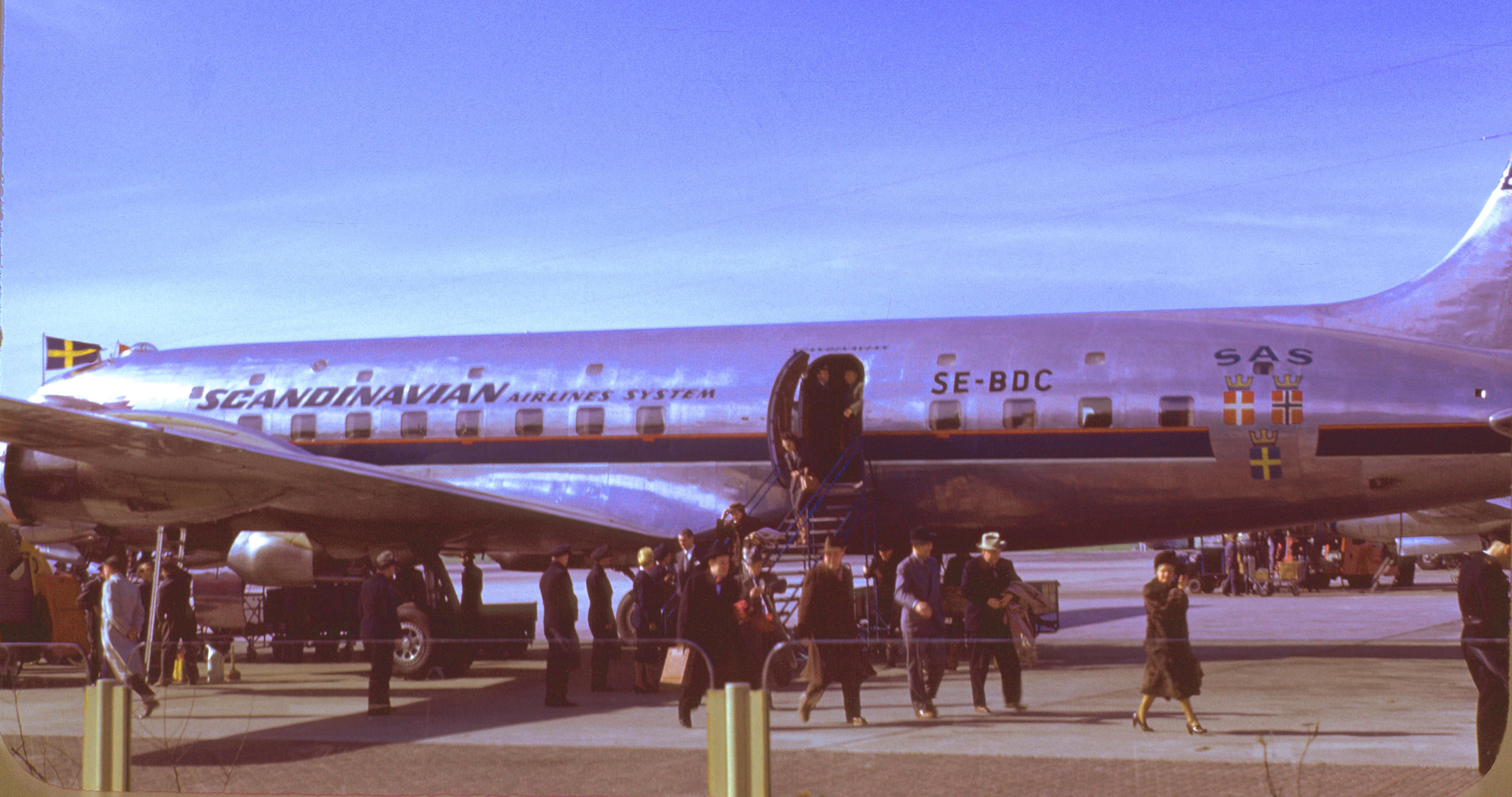
スカンジナビア航空のDC-6B

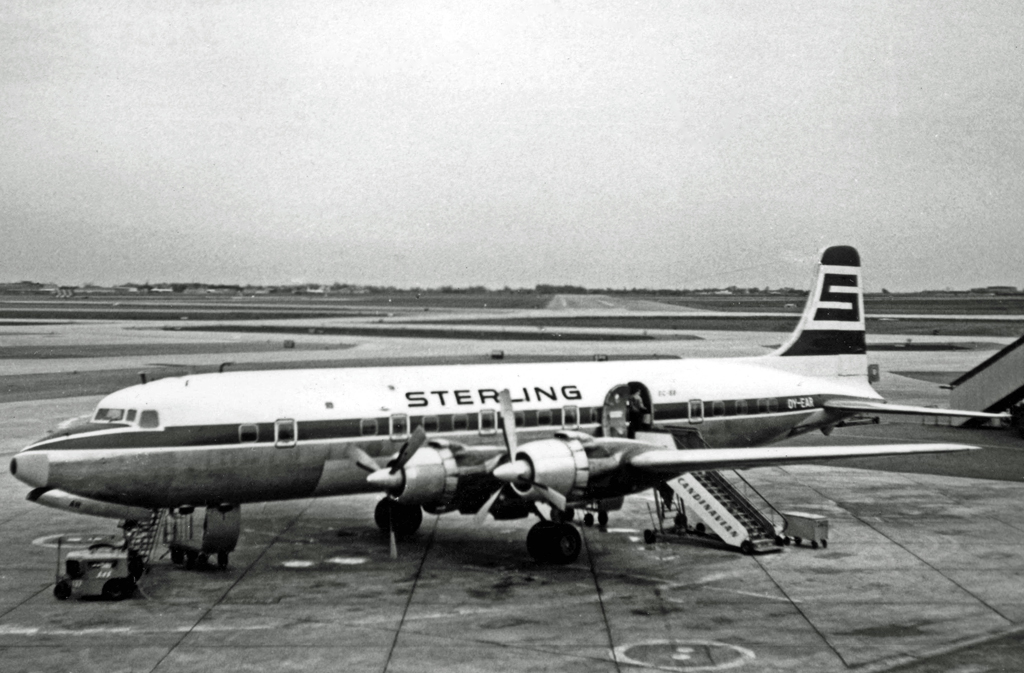
スターリング航空のDC-6B

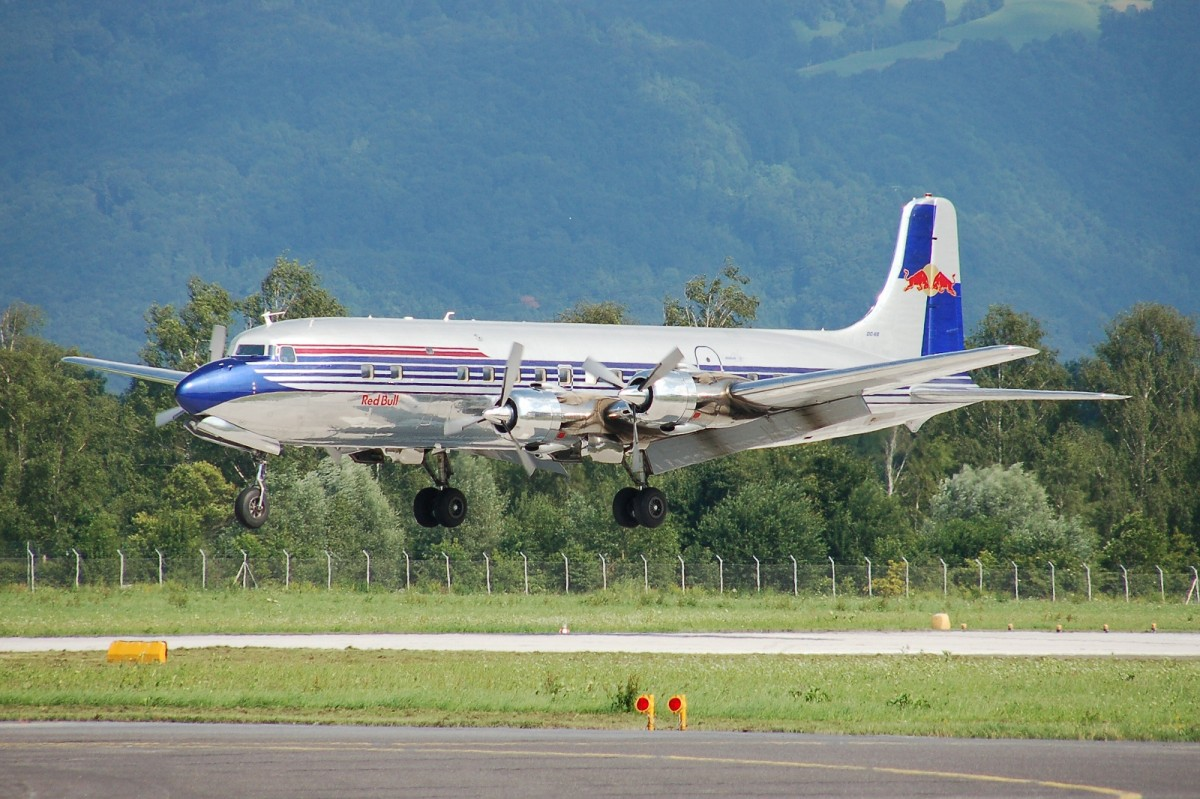
ディートリヒ・マテシッツ（レッドブル）のDC-6B

現在も運用しているエアライン
- エバーツ・エア・カーゴ（英語版）

過去に運用していたエアライン
- 日本航空
- 民航空運公司
- キャセイパシフィック航空
- タイ国際航空
- 英国海外航空
- スカンジナビア航空
- アリタリア航空
- KLMオランダ航空
- スイス航空
- ユナイテッド航空
- ノースウエスト航空
- パンアメリカン航空
- ハワイアン航空
- カナダ太平洋航空
- メヒカーナ航空
- レアル航空[:en]
- カンタスオーストラリア航空
- 南アフリカ航空
- ディートリヒ・マテシッツ

### 軍・政府
- アメリカ空軍
- アメリカ海軍
- 中華民国政府

## 日本のDC-6

### 導入の経緯
日本では日本航空が、DC-4を使用した実績から発展型DC-6Bを国際線用機材として1952年9月12日に導入を決定し、同年11月26日に2機発注した。しかしダグラス社から「引渡しは2年後」との回答により、日本航空は、製造中だったスリック航空と
フライング・タイガー航空向けのDC-6A（貨物型）をそれぞれから買収し旅客型仕様に再改装という45%のプレミアム価格で3機購入し、1953年10月2日に国内線で運航を開始（東京 - 札幌）した。

### 日本航空の主力機

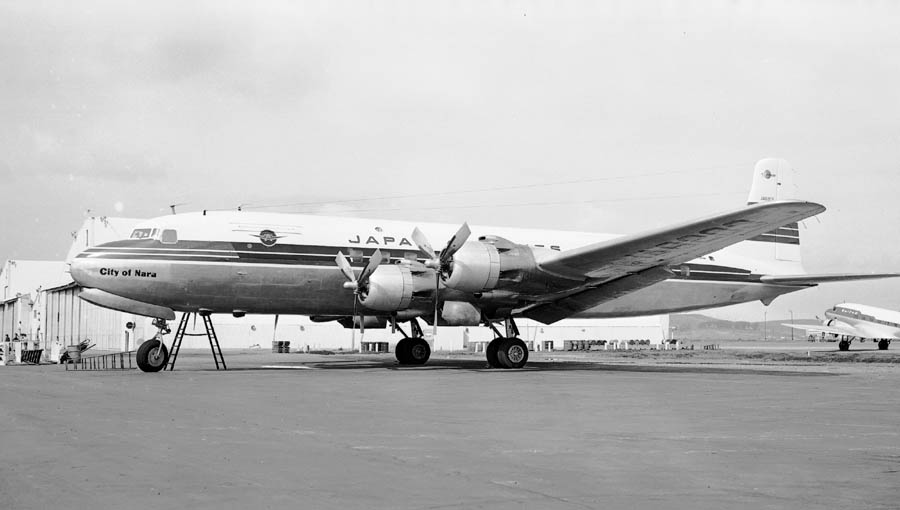
日本航空のDC-6A（JA6203，「City of Nara」号）

その後、ダグラス社に発注した2機に加え、ウエスタン航空から3機、サターン航空から1機と最終的に計9機を導入した。このうちサターン航空からの購入機（JA6210）は営業運航には使用しない訓練機だった。また1957年3月17日から翌1958年2月24日までパンアメリカン航空から1機チャーターし、東南アジア線（東京 - 香港 - バンコク - シンガポール）に投入した。
同機は、1954年2月2日に日本航空の初の国際線である太平洋横断線（東京 - ホノルル - サンフランシスコ）に就航した。その後も前述の東南アジア線や当時は不定期運航であったブラジル線に就航するなど、黎明期の日本航空国際線の主力機として運航された。
また、1964年10月に開催された東京オリンピックの聖火運搬機として、ギリシャのアテネから日本国内まで聖火を空輸した。同機には東京、京都、奈良など日本の著名な都市を冠した愛称がつけられ、先の国際線初便に使われた機体の愛称は「City of Tokyo」であった。
この機体は初の天皇、皇后御乗用機の栄誉も得ている。1954年に開催された北海道国体の帰路、8月23日に千歳 - 羽田間で利用している。
国内の郵便物専用機としての使用実績もある。郵政省が1966年（昭和41年）10月29日から長距離の国内通常郵便物の航空機積載を開始し、札幌 - 東京 - 大阪 - 福岡間に夜間の郵便物専用航空便が設定されると、日本航空所属のDC-6の一部も貨物用に改装のうえこの便に投入された。10月29日夜に羽田空港で行われた運航開始式には、改装された日航の「City of Nara」号が使用されている。

### 退役

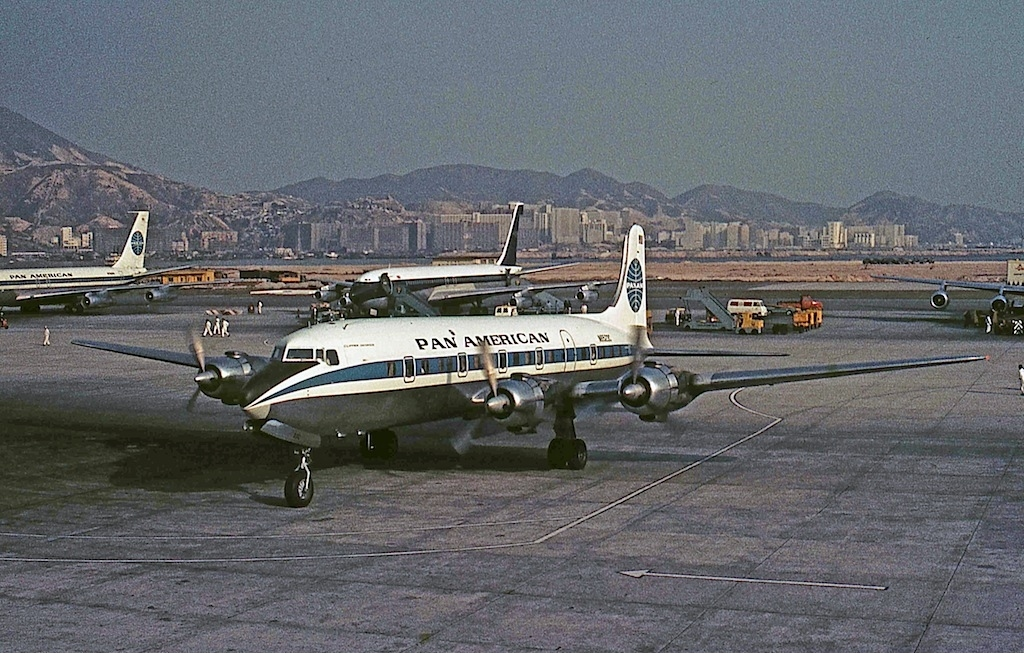
パンアメリカン航空のDC-6B

後継機材のDC-7CやDC-8の導入後は、主に国内線や貨物機として運用されることになったが、コンベア880の国内線への本格導入などにより、1969年3月30日に全機材が退役したが、実動期間は約15年半と、後継機材のはずのDC-7C（4年前の1965年に退役、実動約7年）よりは長期間運用された。
2007年に公開された映画『ALWAYS 続・三丁目の夕日』では日本航空のDC-6Bが飛行する場面がある。エンジン音を再現するために録音スタッフは同形機が運航されているアラスカでエンジン音を収録したというエピソードがある。

### 外国乗り入れ機
アジアからはキャセイパシフィック航空やタイ国際航空などが、ヨーロッパからはスカンジナビア航空やアリタリア航空などが、北アメリカからはノースウエスト航空やパンアメリカン航空、カナダ太平洋航空などが、オセアニアからはカンタスオーストラリア航空などが主力機として乗り入れた。
他にも、東京オリンピックの開催時に多くの航空会社がチャーター便に使用した他、ジェット機の就航本格化に伴う旅客型からの退役後にも、ベトナム戦争時に多くの貨物型がチャーター便として東京国際空港や立川基地、横田基地などに乗り入れた。